# Кіран Мазумдар-Шоу
Кіран Мазумдар-Шоу (англ. Kiran Mazumdar Shaw; нар. 23 березня 1953) — індійська підприємиця, мільярдерка та філантропка. Засновниця та виконавча керівниця Biocon Limited і Biocon Biogics Limited, компаній, що займаються біотехнологіями та розташовані в Бенгалуру в Індії.
Раніше обіймала посаду керівниці в Індійському інституті менеджменту, який також знаходиться в Бангалурі. У 2014 році була удостоєна нагороди Othmer Gold Medal за видатний внесок у прогрес науки та хімії зокрема. Входить до списку 50-ти найвпливовіших підприємиць світу за версією Financial Times. У 2019 році посіла 68-й рядок у рейтингу 100 найвпливовіших жінок світового бізнесу за версією видання Forbes. У 2020 році була удостоєна звання підприємця року. 
Була одружена з Джоном Шоу.

## Ранні роки та навчання
Кіран Мазумдар народилася 23 березня 1953 року в місті Бангалурі індійського штату Карнатака, в родині гуджаратців. Шкільну освіту здобула у звичайній середній школі Бангалура при фабриці, що займається виробництвом бавовни. Її вона закінчила 1968 року. Потім відвідувала жіночий коледж, який також був філією Бангалурського університету. Вступивши до Університету Бангалура, вона поглиблено вивчала зоологію та біологію. У 1973 році закінчила університет за освітнім ступенем бакалавра з зоології. Після університету Мазумдар сподівалася вступити до медичної школи, але не отримала стипендії.
Її батько, Расендра Мазумдар, обіймав посаду головного броварника на одному з найбільших пивоварних заводів у Індії, United Breweries. Він запропонував їй почати вивчати науку про бродіння і вчитися на броварку, що є нетрадиційною сферою діяльності для жінок. Мазумдар вступила до коледжу Балларат Мельбурнського університету в Австралії, щоб вивчати пивоваріння. У 1974 році вона була єдиною жінкою, яка записалася на курси пивоваріння і посіла перше місце у своєму класі. У 1975 році вона здобула спеціальність головної пивоварки.
Вона працювала стажеркою на пивоварні в компанії Carlton&United Breweries у Мельбурні, а також стажеркою з солоду в компанії Barrett Brothers and Burston, також в Австралії. У період з 1975 по 1977 рік обіймала посаду технічної консультантки в Jupiter Breweries Limited в Калькутті, а пізніше виконувала роль технічної менеджерки в Standard Maltings Corporation у Бароді. Однак, коли вона розглядала можливість побудови кар'єри в Бангалурі або Делі, її відмовлялися найняти як майстриню-пивоварку в Індії, тому що це «чоловіча робота». Після чого вона почала шукати можливості розвитку за кордоном та отримала пропозицію роботи з Шотландії.

## Biocon
Практично на зорі своєї кар'єри Мазумдар у Корку (Ірландія) зустріла Леслі Ошинклосса, засновника компанії Biocon Biochemicals Limited. Компанія виробляла ферменти, які використовувалися в пивоварній, харчовій та текстильній промисловості. Ошинклосс шукав партнера, який допоміг би відкрити йому дочірню компанію в Індії для організації поставок папаїну. Мазумдар погодилася взятися за цю роботу за умови, якщо вона не захоче продовжувати роботу через шість місяців, їй буде надано посаду пивоварки, порівнянну з тією, від якої вона відмовлялася в Шотландії.

### Робота з ферментами
Щоб краще дізнатися про всі бізнес-процеси, Кіран Мазумдар пройшла короткострокове стажування в головному офісі Biocon Biochemicals Limited в Ірландії, після чого повернулася до Індії. У 1978 році вона почала діяльність Biocon India в гаражі свого орендованого будинку в Бангалуру. Стартовий капітал на запуск компанії становив 10 000 рупій. Хоча це підприємство було спільним, згідно з індійськими законами, 70 % компанії належало Кіран Мазумдар, оскільки в країні діє закон про обмеження іноземної власності — не більше 30 %.
На самому початку бізнес-кар'єри вона зіткнулася з проблемою довіри через її вік, стать, а також її неперевіреної бізнес-моделі. Вона не спромоглася забезпечити фінансування своєї компанії на ранніх етапах. І нарешті зустріч із банкіром на соціальному заході дозволила їй отримати першу фінансову підтримку. Їй також було важко набирати людей для роботи в її стартапі, її першим співробітником був механік гаража, що вийшов на пенсію, а її перший підрозділ знаходився в сусідньому сараї площею 3000 квадратних футів. Найскладнішим обладнанням у її лабораторії на той час був спектрофотометр. Крім того, вона зіткнулася з технологічними проблемами, пов'язаними зі спробами побудувати біотехнологічний бізнес у країні з поганою інфраструктурою. В той період часу в Індії були недоступні: безперебійна електрика, вода хорошої якості, стерильні лабораторії, імпортне дослідне обладнання та персонал з передовими науковими навичками.
Початковими проєктами компанії були вилучення папаїну (ферменту з папаї, що використовується для пом'якшення м'яса) та ізінгласу (одержуваного з тропічного сома, використовується для освітлення пива). Протягом року з моменту свого створення Biocon India вдалося виробляти ферменти та експортувати їх до США та Європи, ставши першою індійською компанією на ринку. До кінця першого року існування компанії Мазумдар використала всі свої доходи для покупки нерухомості площею 20 акрів із планами розширення бізнесу в майбутньому.

### Розширення виробництва біофармацевтичних препаратів
Мазумдар вдалося реалізувати трансформацію Biocon від компанії з виробництва промислових ферментів до повністю інтегрованої біофармацевтичної компанії з добре збалансованим бізнес-портфелем продуктів та дослідною спрямованістю на діабет, онкологію та аутоімунні захворювання. Вона також заснувала дві дочірні компанії: Syngene у 1994 році, яка надавала послуги з підтримки ранніх досліджень, та Clinigene у 2000 році, яка спеціалізувалася на клінічних дослідженнях та розробці генеричних та нових ліків. Пізніше Clinigene була об'єднана з Syngene. За даними від 2015 року компанія Syngene мала ринкову капіталізацію в 23 000 крор.
В 1984 році Мазумдар почала організовувати дослідницьку і дослідно-конструкторську групу всередині Biocon, зосередивши увагу на відкритті нових ферментів і розробці нових методів для технології ферментації твердих субстратів. У 1987 році відбулося перше велике розширення компанії завдяки Нараянану Вагулу з банку ICICI Ventures, який підтримав створення венчурного фонду в розмірі 250 000 доларів США. Ці інвестиції дозволили Biocon розширити свої дослідження та розробки. Вони збудували новий завод із запатентованою технологією ферментації твердих субстратів, заснованої на напівавтоматичному процесі культивування в лотках, натхненному японськими технологіями. В 1989 році Biocon стала першою індійською біотехнологічною компанією, яка змогла отримати американське фінансування для запатентованих технологій.
У 1990 році Мазумдар заснувала компанію Biocon Biopharmaceuticals Private Limited (BBLP), яка розпочала виробництво та продаж широкого спектру біотерапевтичних препаратів у рамках спільного підприємства з Кубинським центром молекулярної імунології.

### Здобуття незалежності
В 1989 році компанія Unilever придбала компанію Biocon Biochemicals of Ireland у Леслі Ашинклосса. Злиття з Unilever допомогло компанії Biocon впровадити найкращі світові практики та системи якості. У 1997 році Unilever продала свій підрозділ спеціалізованих хімікатів, включаючи Biocon, компанії Imperial Chemical Industries. У 1998 році наречений Кіран Мазумдар, шотландець Джон Шоу, особисто залучив 2 мільйони доларів США для покупки акцій Biocon, що знаходяться в обігу. Після весілля у 1998 році підприємиця взяла подвійне прізвище Мазумдар-Шоу. Джон Шоу залишив свою позицію головою в компанії Madura Coats і приєднався до Biocon. В 2001 році він зайняв позицію заступника голови Biocon.
У 2004 році за порадою Нараяна Мурті Мазумдар-Шоу вирішила розмістити акції Biocon на фондовому ринку. Її метою було залучити капітал подальшого розвитку дослідницьких програм. Biocon була першою біотехнологічною компанією в Індії, яка вийшла з IPO. IPO Biocon було перепідписано 33 рази, і перший день її торгів закрився з ринковою вартістю 1,11 мільярда доларів США, це зробило Biocon другою компанією в Індії, яка перетнула позначку в 1 мільярд доларів у перший день лістингу.

### Доступні інновації
Віра Мазумдара-Шоу в складі «Доступні інновації» завжди була рушійною силою розширення Biocon. Натхнена потребою у доступних ліках у менш багатих країнах, вона шукала можливості для розроблення економічно ефективних методів та недорогих альтернатив. Вона також запропонувала фармацевтичним компаніям ставитися з пильною увагою до витрат при реалізації маркетингових програм у країнах, що розвиваються, щоб люди могли дозволити собі ліки, яких потребують, особливо це стосувалося ліків для лікування хронічних захворювань. Мазумдар-Шоу від початку помітила потенціал ринку статинів (препаратів, що борються з холестерином). Коли 2001 року минув термін дії патенту на препарат, що знижує рівень холестерину. Компанія Biocon взяла участь у розробці ловастатину. Потім компанія зайнялася розробленням інших форм статинів. Частиною її стратегії було укладення довгострокових контрактів на постачання, що згодом створювало надійну базу ринку. Незабаром статинів припало понад 50 % виручки компанії. Виручка компанії зросла з 70 крор у 1998 році до 500 крор у 2004 році, коли вона стала публічною.
Biocon продовжує розширюватись у нових галузях. Платформи для виробництва дріжджів пропонують альтернативу культурам клітин ссавців для генетичних маніпуляцій із клітинами для використання у різних лікарських препаратах. Одноклітинні метилотрофні дріжджі, такі як Pichia pastoris, використовуються у виробництві вакцин, фрагментів антитіл, гормонів, цитокінів, матриксних білків та біоаналогів.
Основні сфери досліджень Biocon в даний час охоплюють рак, діабет та інші автоімунні захворювання, такі як ревматоїдний артрит та псоріаз. Через високий відсоток людей в Індії, які жують бетель або тютюн, на Індію припадає вісімдесят 6% випадків раку ротової порожнини у світі, що іменується на місцевому рівні «раком щоки». У країні значно поширений діабет, а люди, які не носять взуття, схильні до ризику того, що незначна подряпина або травма переростуть у гангрену або так звану «діабетичну ногу». Biocon також працює над препаратами для лікування псоріазу, пігментного захворювання шкіри.
Біофармацевтичні препарати, розроблені компанією, включають рекомбінантний людський інсулін та аналоги інсуліну для лікування діабету, моноклональне антитіло, що застосовується при лікуванні раку голови, та біологічний засіб від псоріазу. Biocon є найбільшим виробником інсуліну в Азії і має у своєму розпорядженні найбільші установки з виробництва антитіл на основі перфузії.
Станом на 2014 рік Biocon направила близько 10 % своїх доходів на дослідження та розробки. Це набагато вищий показник більшості індійських фармакологічних компаній. Biocon подала щонайменше 950 патентних заявок на основі своєї дослідницької діяльності. Мазумдар-Шоу, як і раніше, активно займається ліцензуванням у фармацевтичній та біофармацевтичній областях, уклавши понад 2200 дорогих ліцензійних угод на НДДКР у період з 2005 по 2010 рік.

## Благодійна діяльність
У 2004 році Кіран Мазумдар-Шоу заснувала підрозділ корпоративної соціальної відповідальності, фонд Biocon. Фонд приділяє особливу увагу охороні здоров'я, освіті та розвиткові інфраструктури, особливо у сільських районах Карнатаки, де відсутні медичні установи.
Сама Мазумдар-Шоу не любить термін «філантропія», вважаючи, що, головним чином, забезпечує тимчасові рішення, а не усуває першопричину. Вона віддає перевагу терміну «жалібний капіталізм», вважаючи, що правильно застосовувані бізнесові моделі можуть забезпечити постійну основу для сталого соціального прогресу. Мазумдар одного разу сказала: «Інновації та комерція є такими ж потужними інструментами для створення соціального прогресу, як і для стимулювання технологічного. Коли вони використовуються для соціального прогресу, реалізація набагато дешевша, а користь приносить набагато більшу кількість людей, маючи більш тривалий ефект». У 2015 році вона приєдналася до кампанії "Клятва дарування" і дала обіцянку, що принаймні половина її стану буде спрямована на благодійність.

### Здоров'я
За оцінками, в сільських районах Індії на кожні дві тисячі людей припадає лише один лікар, а 70 мільйонів людей не мають грошей, щоб оплатити відвідування лікаря чи ліки. Фонд «Biocon» бере участь у численних програмах у галузі охорони здоров'я та освіти в інтересах економічно незахищених верств індійського суспільства.

#### Програма надання медичної допомоги
Разом з індійським кардіохірургом Деві Шетті з лікарні Narayana Hrudayalaya Мазумдар-Шоу підтримала розроблення програми надання медичної допомоги Arogya Raksha Yojana. В рамках цієї програми Фонд Biocon створює клініки, що пропонують медичну допомогу, непатентовані ліки та базові тести для тих, хто не можуть собі їх дозволити. Станом на 2010 рік фонд відкрив 7 клінік, кожна з яких обслуговувала до 50 000 пацієнтів, які проживають у радіусі 10 км. Завдяки цьому можуть лікуватися понад 3 000 000 осіб на рік. Клініки організують регулярні медичні огляди у віддалених селах, залучаючи лікарів із інших лікарень. Щоб забезпечити раннє виявлення раку, фахівці фонду навчили молодих жінок працювати як громадські медичні працівники. Вони використовують смартфони для надсилання світлин підозрілих утворень онкологам в онкологічному центрі. Громадські кампанії охорони здоров'я інформують людей про конкретні проблеми зі здоров'ям та сприяють ранньому виявленню таких проблем, як серцево-судинні захворювання.
Клініки працюють на основі моделі мікрофінансованого медичного страхування. Biocon надає недорогі ліки, отримуючи незначний прибуток на одиничній основі, але збільшує загальний прибуток за обсягом за рахунок участі у програмі великої кількості людей. Клініки також використовують модель «платна зручність». Принцип даної моделі полягає в тому, більш заможні клієнти платять повну ціну в обмін на зручність планування своїх відвідувань і процедур у бажаний час, у той час як бідніші пацієнти можуть отримати дешеві або навіть безкоштовні послуги, вибравши час, що залишився. Лікарі та вчені прагнуть використовувати передові технології таким чином, щоб знизити витрати та забезпечити якість обслуговування.

#### Медичний фонд Мазумдар-Шоу
Смерть найкращої подруги Ніліми Ровшен та хвороби її чоловіка й матері, які страждають від раку, спонукали Мазумдар-Шоу підтримати дослідження, спрямовані на лікування раку. У 2009 році в кампусі міста здоров'я Нараяна в Бангалорі вона започаткувала діяльність Медичного фонду Мазумдар-Шоу, який займається лікуванням раку. Фонд був заснований разом з Деві Шетті. Він налічує 1400 ліжок для хворих. Окрім цього центру, що займається лікуванням раку, в 2011 році вона відкрила центр передової терапії з відділенням трансплантації кісткового мозку та дослідницьким центром. Перед собою вона ставить мету відкрити онкологічний центр світового класу.
Медичний фонд Мазумдара-Шоу є некомерційною організацією та має два підрозділи, якими є Центр трансляційних досліджень Мазумдара-Шоу та програма боротьби з раком Мазумдара-Шоу.

### Освіта
У співпраці з кампанією McMillan India Limited та вчителем Пратімою Рао Мазумдар-Шоу підтримала розробку та введення до шкільної програми базового підручника математики, представленого у школах, що навчають мовою каннада у 2006 році.

### Інфраструктура
Мазумдар-Шоу виступає за важливість покращення інфраструктури Індії, наголошуючи на необхідності, перш за все, вирішення таких питань, як ефективне управління, створення робочих місць, а також відсутність дефіциту в галузі продовольства, водних ресурсів та охорони здоров'я.
Biocon, Infosys та інші компанії мали значний вплив на розвиток міста Бенгалура. Ці компанії залучають багато вчених, які могли б поїхали працювати за кордон. Колись Бенгалуру називали «раєм для пенсіонерів», тепер це "найкраще міське середовище для діяльності в Індії « . Парк Bioeon, побудований в 2005 році — це кампус площею дев'яносто акрів з п'ятьма тисячами співробітників. Однак за межами розвиненого міста інфраструктура все ще бажає кращого.
Мазумдар-Шоу виступає за стратегічні ініціативи уряду та покращення інфраструктури. Вона підтримала ініціативну групу з Бенгалурського порядку денного, ініціативу Соманахаллі Маллайя Крішни та Нандана Нілекані з покращення інфраструктури та рівня життя жителів міста. Мазумдар-Шоу підтримує фонд Bangalore City Connect, некомерційну організацію для обговорення громадських питань за участю як міських зацікавлених сторін, так і уряду. Вона бере активну участь у міській реформі, співпрацюючи з фондом „Jana Urban Space“ та місцевими органами влади з метою поліпшення доріг. Вона також бере участь у роботі Бенгалурського комітету політичних дій, який розглядає та рекомендує кандидатів до участі у виборах.
Після повені 2009 року Biocon, Infosys та Wipro взяли на себе зобов'язання відновити будинки для жертв повені у північній Карнатаці. Компанія Biocon взяла на себе зобов'язання збудувати 3000 будинків загальною вартістю вартістю 30 крор рупій.

## Правління в Раді директорів
Мазумдар-Шоу входить до ради управління Індійської школи бізнесу, ради Массачусетського технологічного інституту в США до 2023 року, а також колишньою членкинею ради управління Індійським технологічним інститутом у Гайдарабаді.
Станом на лютий 2014 року доктор Мазумдар-Шоу стала першою жінкою, яка очолила раду управління Індійським інститутом управління в Бенгалурі.
Вона є незалежною представницею в раді директорів Infosys. Вона також є членкинею Загального органу Державного інноваційного товариства Махараштри та членкинею консультативної ради клініки MIT Jameel.

## Нагороди

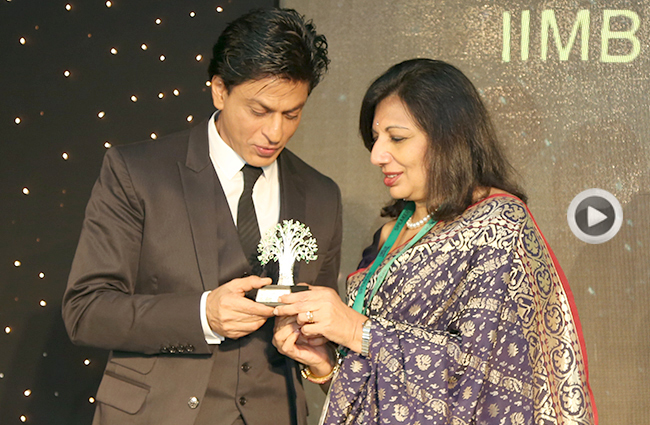
Голова Ради керуючих IIMB Кіран Мазумдар-Шоу з Шахрукх Ханом під час IIMBUE 2015 (11 грудня 2015 року)

У 2010 році часопис Time включив Мазумдар-Шоу до списку 100 найвпливовіших людей у світі. Вона входить до списку 50 найкращих жінок у бізнесі за версією Financial Times за 2011 рік. У 2014 році вона посіла 92-й рядок у рейтингу найвпливовіших жінок у світі за версією видання Forbes. У 2015 році вона піднялася на 85-й рядок того ж списку. У 2012 році журнал Pharma Leaders назвав її жінкою року в Індії.
У 2019 році вона посіла 14-й рядок у списку благодійності Hurun India за пожертвування у розмірі 72 крор (10 мільйонів доларів США). Також у 2019 році вона посіла 2-у сходинку у списку жінок-філантропок за версією Hurun Report India Philanthropy List.

### Міжнародні нагороди
Кіран Мазумдар-Шоу є лауреаткою кількох міжнародних нагород:

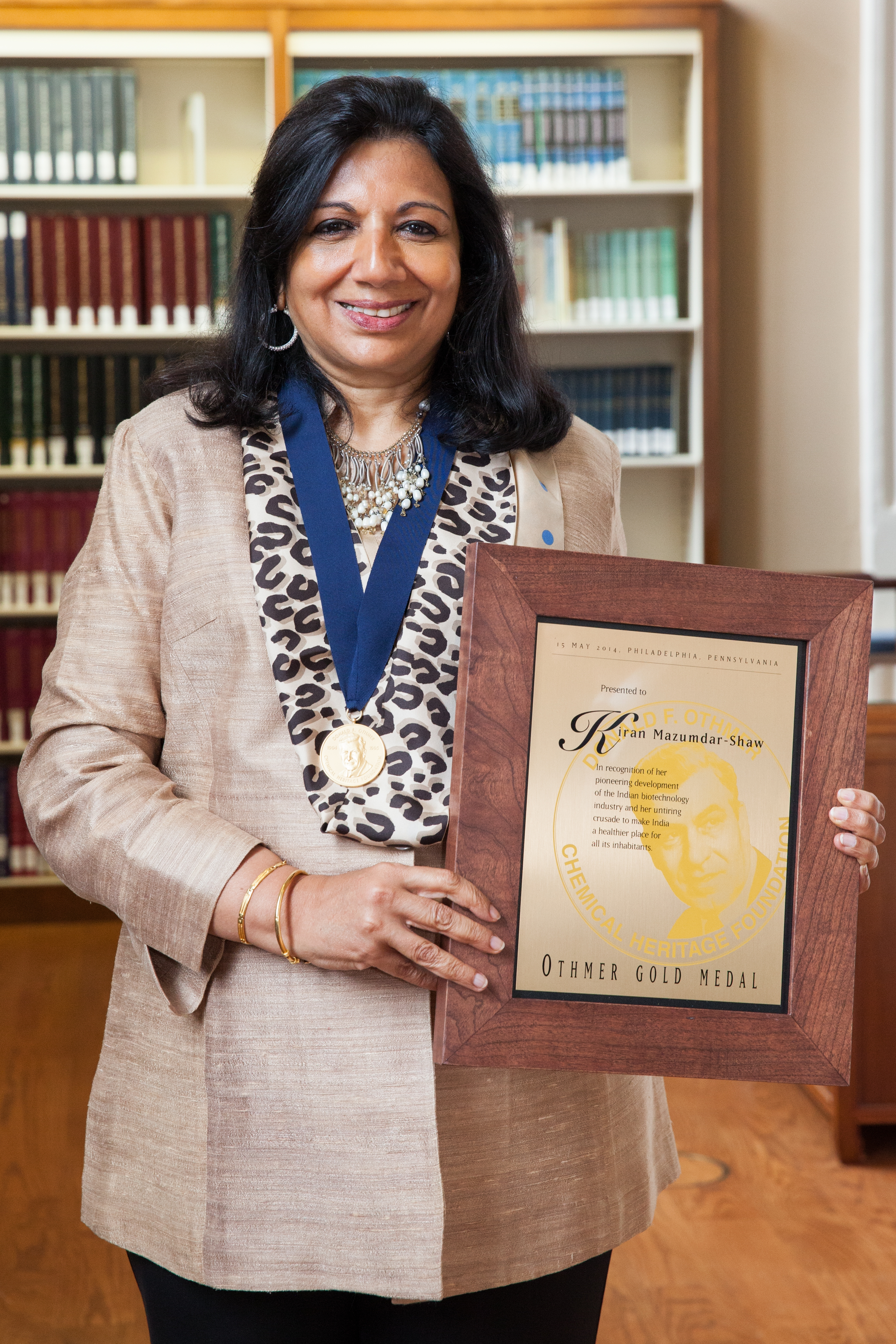
Мазумдар-Шоу із золотою медаллю Отмера, 2014

- Othmer Gold Medal за видатний внесок у розвиток науки та хімії, 2014[8]
- Nikkei Asia Prize за регіональне зростання, 2009[62][63]
- The 'Veuve Clicquot Initiative For Economic Development For Asia' Award, 2007[64]
- Ernst & Young Entrepreneur of the Year Award за внесок у галузі науки про життя та охорону здоров'я, 2002[65]

У травні 2015 року Університет Австралії (колишній Університет Балларата) назвав свій кампус на горі Гелен Мазумдар Драйв. Мазумдар з чоловіком була присутня на церемонії відкриття. У 2019 році її було обрано до Національної інженерної академії США за розроблення доступних біофармацевтичних препаратів та біотехнологічної промисловості в Індії. Вона перша індійська жінка, удостоєна такої честі. У січні 2020 року вона стала четвертою громадянинкою Індії, удостоєною найвищої нагороди Австралії.

### Нагороди Індії
Її робота у секторі біотехнологій принесла їй ряд національних нагород:
- Padma Shri (1989) та Padma Bhushan (2005) від уряду
- Economic Times Awards жінка року в бизнесе, 2004
- Global Indian Woman of the Year, 2012[67]
- Commerce Lifetime Achievement Award, 2005
- Corporate Leadership Award, 2005[68]
- Rajyotsava Prashasti, 2002[69]

## Особисте життя
Кіран Мазумдар Шоу була одружена з Джоном Шоу, який помер 24 жовтня 2022 року.